# Baram-ui jeonseol
Baram-ui jeonseol (바람의 전설?), noto anche con il titolo internazionale Dance with the Wind, è un film del 2004 diretto da Park Jung-woo.

## Trama
Song Yeon-hwa impara a ballare grazie a Park Pung-shik, truffatore e all'occorrenza gigolò; tempo dopo, Yeon-hwa si ritrova a ripercorrere la storia di come si sono conosciuti.

## Distribuzione
In Corea del Sud la pellicola è stata distribuita dalla Cinema Service, a partire dal 9 aprile 2004.